# Улан-Баторский мясокомбинат
Улан-Баторский мясокомбинат — предприятие мясной промышленности в Улан-Баторе, Монголия.
Основан в феврале 1946 года при непосредственной помощи советских специалистов, в работу введён в июле того же года, был оснащён советским оборудованием, первоначально носил имя И. В. Сталина.
Производит различную мясную и колбасную продукцию (мясо, сосиски, консервы), а также костную муку и свечи из отходов производства. В 1975 году мощность комбината доходила до 200 тонн мяса в сутки. Ряд продукции комбината экспортировался в страны СЭВ. В 1992 году приватизирован.
В настоящее время продолжает работу, входит в состав КОО «Мах Маркет» объединения «Жаст Груп» и по-прежнему существенную часть своей продукции отправляет на экспорт.